# Mircea Pospai
Mircea Pospai (n. Cernătești, județul Dolj) este un jurnalist și un scriitor român.
Din 1971 a lucrat ca jurnalist la Societatea Română de Radiodifuziune - Studioul Regional Craiova.
Din decembrie 1989 până la până la 15 iunie 1990, a lucrat la cotidianul Cuvântul libertății, din al cărui „Comitet Director Revoluționar“ a făcut parte și la a cărui conducere a stat 4 săptămâni.
Din 1998 până în 2013 a fost director al postului de radio "Oltenia" din Craiova.

## Scrieri
Romane
- Reîntâlnire neașteptată, Editura Scrisul Românesc, 1985
- Cariera, Editura Scrisul Românesc, 1989
- Casa din altă viață, Editura Curierul Doljean, 1990; Editura Novus 2000; Scrisul Romanesc 2010
- Caruta merge mai departe, Editura Scrisul romanesc, 2012
- Despărțirea de Nadejda, Scrisul Românesc Fundația-Editură, 2018.

Interviuri
- "Tudor Gheorghe. In umbra menestrelului". O biografie de exceptie, in 115 interviuri. Editura Scrisul Romanesc, 2010
- Convorbiri de dupa-amiaza, vol. I, Editura Scrisul romanesc, 2012
- Convorbiri de dupa-amiaza, vol. II, Editura Scrisul Românesc, 2016.

Nuvele și povestiri
- Locuri și legende în Nodrul Olteniei, colecția Locuri și legende, Editura Sport-turism, 1987; Curierul Doljean, 1999
- Lacrimile lui Zamolxis, Editura MJM, 2014.
- Istorie literară
- Nicolae Dragos. Poetul jurnalist, jurnalistul poet, Editura PIM, 2024 (împreună cu Rodica Pospai Păvălan)

Versuri
- Peronul cu iluzii

Publicistică
- Oameni între oameni, Editura Scrisul Românesc, 1977
- Amintiri din valea luminii, Editura Scrisul Românesc, 1978
- Cantec la cumpana apelor, Editura Sport Turism, 1980, Premiul national pentru cartea de reportaj
- Tulnic peste veacuri. Monumentul de la Pades (cu Luchian Deaconu), Editura Militara, București, 1981; Editura UZPR, București, 2021.
- Memoria Băniei, Editura Sport Turism, 1982; Editura Alma, Craiova, 2003.

Jurnalism
- Radioul public regional (împreună cu Gheorghe Verman), Editura Univesitatii „Lucian Blaga”, Sibiu, 2002
- Jurnalism la radioul regional și local (împreună cu Gheorghe Verman), Editura Universitatii „Lucian Blaga”, Sibiu, 2005; Editura Scrisul Romanesc, Craiova, 2009.

Referințe critice (în periodice și în volume)
Referințe critice în volume: Marian Barbu, Trăind printre cărți, Editura Fundației Culturale „I.D.Sârbu”, Petroșani, 2002; Dicționar biografic al membrilor Societății Scriitorilor Olteni, Editura SSO, Craiova, 2003; Trăind printre cărți, vol.VII, Editura Sitech, Craiova, 2014; Florea Firan, Profiluri și structuri literare, Editura Scrisul Românesc, Craiova, 2003; Titus Vîjeu, Scripta manent. Ghid biobibliografic al scriitorilor din radio, Editura Radio, București, 2004; Mihai Marcu, Istoria controversată a literaturii române (1945 – 2005), Editura Socrate, Craiova, 2007.
Ecouri în presă: Nicolae Oprea, Tribuna, nr.33/1977; Laurențiu Ulici, România literară, nr. 41/1077; Constantin Dumitrache, Orizont-Vâlcea, 6 aprilie 1979; Aurel Gagiu, Oltul-Slatina, 8 iulie 1980; C.T.Diaconu, Presa Noastră, nr. 9/1980; Dan Rotaru, Argeș, nr. 3/1980; Șerban Cionof, Scânteia tineretului, 17 ianuarie 1983; George Niță, Ramuri, nr.5/1983; Geo Pop, Înainte, Craiova, 24 mai 1983; Mihai Pelin, România literară, nr.35/1983; Ovidiu Ghidirmic, , Înainte, 25 august 1987; Gheorghița Mitran, Contemporanul, 30 octombrie 1987; Nicolae Petre Vrânceanu, Luceafărul, 12 martie 1988; Constantin M. Popa, Ramuri, nr.3/1989; Valentin Ciucă, Cronica, Iași, nr. 7/2000; Alexandru Florin Țene, Curierul de Cluj, 11 iunie 2001; Ion Soare, Povestea vorbei, Râmnicu Vâlcea, nr. 8-9/2001; Dumitru Constantin, Cotidianul.ro, 20 octombrie 2010; Constantin Stan, Luceafărul de Dimineață, 27 octombrie 2010 și Scrisul Românesc, nr. 12/2010; Ion Șutan, Curierul zilei, Pitești, 3 noiembrie 2010; M. Neagoe, Argeșul, 4 noiembrie 2011; Mihai Firică, Ediție specială, Craiova, 12 ianuarie 2011; Paul Aretzu, Mozaicul, Craiova, nr. 2/2011; Dan Ionescu, Scrisul românesc, nr. 2/2011 și nr.5/2013; Mircea Moisa, Noul Literator, nr.3/2011; Gabriel Coșoveanu, Ramuri, nr.3/2013; Mircea Liviu Goga, Scrisul Românesc, nr. 4/2013; Constantin Zărnescu, Făclia-Cluj, 27 aprilie 2013 și Noul Literator, nr. 14/2014; Marian Barbu, Mozaicul, nr. 3-4/2014. Mihai Duțescu, Ramuri, nr. 3/2014. Ștefan Vlăduțescu, Scrisul Românesc, nr.12/2013 și nr. 1/2017.
Colaborări în periodice: Ramuri, Tribuna, România Literară, Scrisul Românesc, Cronica, Argeșul, Convorbiri literare, Noul Literator, Serile de la Brădiceni, Bilete de papagal (serie nouă), Mozaicul, Ad Mutrium.
Premii literare
Principalele premii și distincții: Premiul național pentru cartea de reportaj (1986, pentru volumul „Cântec la Cumpăna Apelor”); Medalia Muncii (1988); Diploma “Confederației Internaționale a Uniunilor de Jurnaliști”, pentru contribuție deosebită la creșterea rolului radioului în viața comunității internaționale (2001); Premiul pentru jurnalism “Tiberiu Iliescu”, Craiova (2001); Distincție pentru obiectivitate, în Juriul Internațional al Festivalului de emisiuni radio „Plaiul meu natal”, Ujgorod-Ucraina (2002); Ordinul Ziariștilor, clasa I (2002); Diplomă de excelență a Comitetului de Stat pentru Radio și Televiziune din Ucraina (2005); Premiul „Gib I Mihăescu”, Craiova (2011); Premiul Uniunii Scriitorilor, Filiala Craiova (2012).